# Tupolev Tu-114

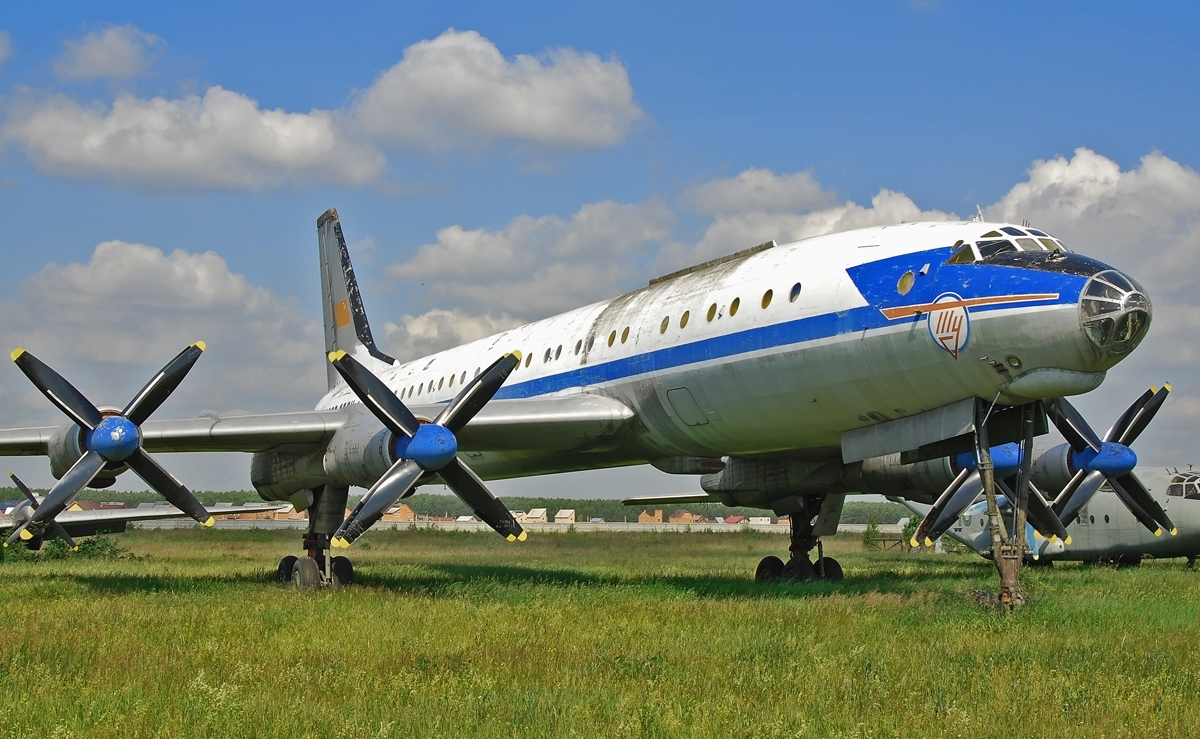
En Tupolev Tu-114 utställt på ett museum.

Tupolev Tu-114, förkortat Tu-114 (ryskaː Туполев Ту-114, Ту-114. NATO-rapporteringsnamn: Cleat), var ett 4-motorigt propellerplan med motroterande propellerar som flög på Sovjetunionens längre inrikes och utrikes flygrutter så till exempel till Kuba ifrån Murmansk, flög för första gången 1957 och exporterades aldrig till andra länder. De leasades dock till Japan under en period. Två flygbolag som flög det var Aeroflot och JAL. De senare leasade flygplan och piloter av Aeroflot. Planet tillverkades i 31 exemplar och var inblandat i en dödsolycka 1966 med 21 dödsoffer. Tu-114 pensionerades under 1970-talet och ersattes efter det av det jetdrivna Iljusjin Il-62.

## Bilder

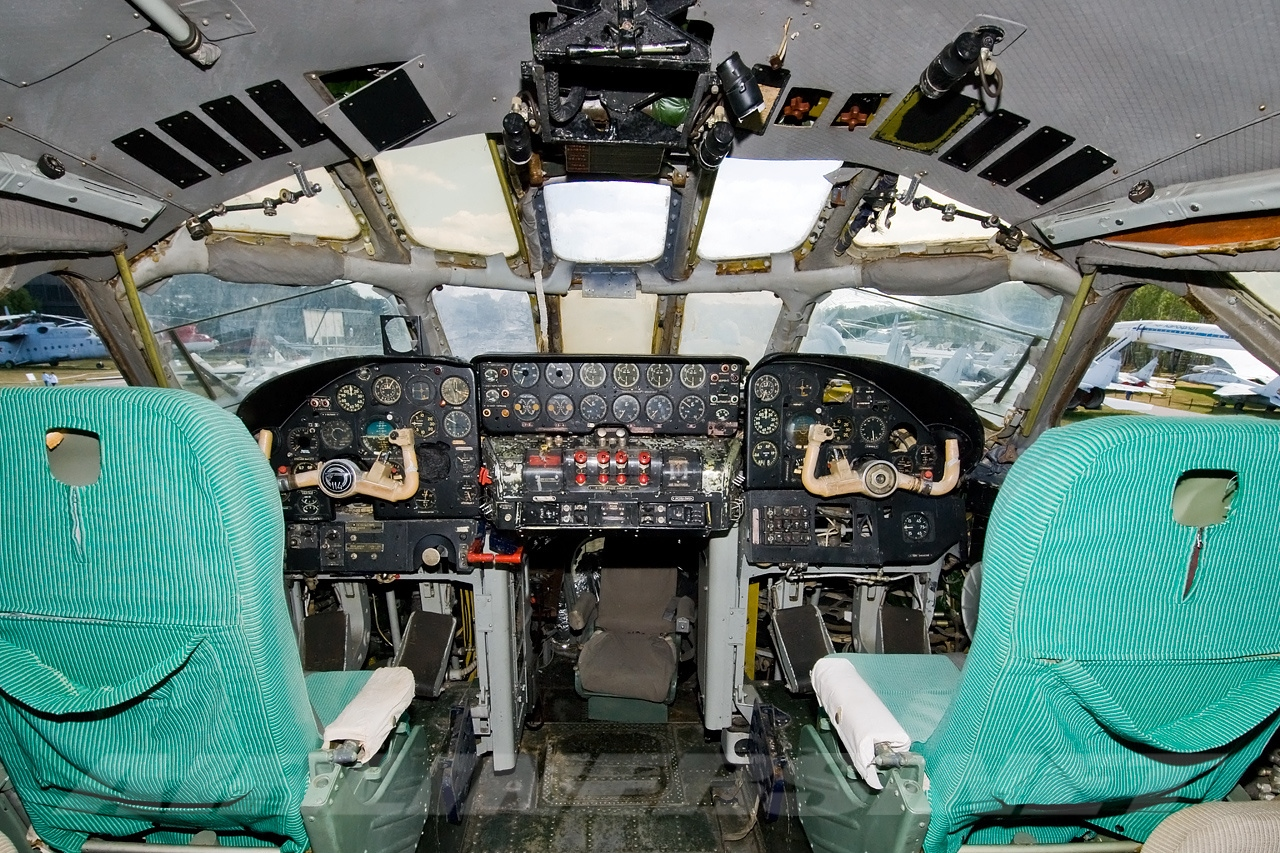
Cockpiten i en Tu-114.
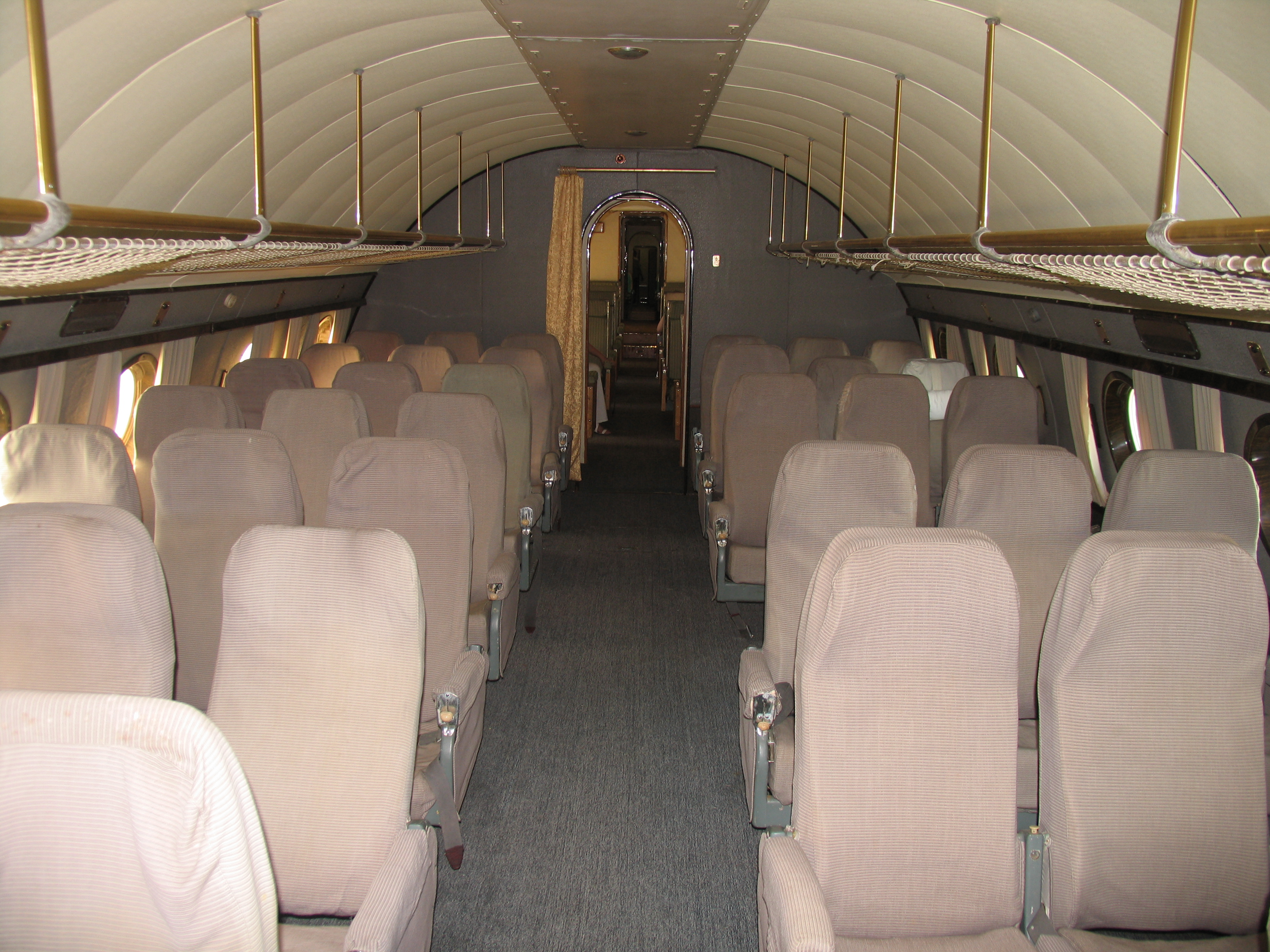
Kabinen i en Tu-114.

## Liknande flygplan
- Antonov An-22 (samma motorer som Tu-114).
- Tupolev Tu-95
- Bristol Brabazon